# Den ny verdensorden (konspirationsteori)
 Denne artikel bør gennemlæses af en person med fagkendskab for at sikre den faglige korrekthed.
    Bør suppleres med opfattelser inden for politik – evt. som selvstændig artikel

Se anden betydning af verdensorden
Den ny verdensorden er en konspirationsteori, der antager en hemmeligt fremvoksende totalitær verdensregering.
Det almindelige tema i konspirationsteorier om en ny verdensorden er, at en hemmelighedsfuld magtelite med en globalistisk dagsorden konspirerer for eventuelt til sidst at styre verden gennem en autoritær verdensregering – som vil erstatte suveræne nationalstater – og en altomfattende propaganda, hvis ideologi hylder etableringen af den nye verdensorden som kulminationen på historiens fremskridt.
Man har udpeget mange indflydelsesrige historiske og nutidige figurer som værende del af en sammensværgelse, der opererer gennem mange frontorganisationer for at orkestrere vigtige politiske og økonomiske begivenheder, lige fra at forårsage systemiske kriser til at fremme kontroversielle politikker på både nationalt og internationalt niveau som skridt i et løbende plot for at opnå verdensherredømme.
Før begyndelsen af 1990'erne var sammensværgelse om en ny verdensorden begrænset til to amerikanske modkulturer, primært det militante anti-regerings-højre og sekundært den del af den fundamentalistiske kristendom, der beskæftigede sig med opdukken af antikrist.
Skeptikere som Michael Barkun og Chip Berlet bemærkede, at højrepopulistiske sammensværgelsesteorier om en ny verdensorden ikke kun var blevet omfavnet af mange der søgte stigmatiseret viden (en: 'stigmatized knowledge'), men at de også var sivet ind i populærkulturen og derved indledt en periode i slutningen af det 20. og tidlige 21. århundrede i USA, hvor folk forbereder sig aktivt på apokalyptiske årtusindscenarier.
Disse politiske videnskabsmænd er bekymrede over, at massehysteri over konspirationsteorier om en ny verdensorden i sidste ende kan have ødelæggende virkninger på det amerikanske politiske liv, lige fra eskalerende terrorisme udført af 'ensomme ulve' til fremgang for autoritære ultranationalistiske demagoger.